# Nil Cardona Coll
Nil Cardona Coll (Banyoles, Pla de l'Estany, 7 de febrer de 1990) és un alpinista, escalador, esquiador i corredor de muntanya català.
Fill de Joan Cardona Tarrés i Dolors Coll, i germà d'Oriol Cardona Coll, ha viscut des de petit el món de la muntanya i de l'esquí de muntanya a casa seva. Soci del Centre Excursionista de Banyoles i de l'Esquí Club Camprodon. El 2005 s’integrà al Centre de Tecnificació d'Esquí de Muntanya de Catalunya i a la selecció catalana i espanyola d’esquí de muntanya. En aquesta especialitat va assolir, en les categories cadet i júnior, diversos Campionats d'Espanya i de Catalunya, individuals i per equips, així com el Campionat de Catalunya absolut per equips amb Marc Solà el 2010.
El 2014, formant equip amb Marc Pinsach i Rubirola s'imposa a la 'Pocatraça de Núria', prova que puntuava per la Copa Catalana i que era el Campionat d'Espanya d'Esquí de Muntanya per equips. Aquell mateix any, fent equip amb el seu germà Oriol, tots dos membres de l'SC Camprodon, el seu equip es posiciona com a equip vencedor a l'Skimarathon, la primera prova de llarga distància d'esquí de muntanya que aquest dissabte ha unit la collada de Toses amb Vallter 2000 passant per Vall de Núria. El juny d'aquest mateix any Nil Cardona estrena el palmarès de la Verticalp, la primera prova de la Volta Cerdanya Ultrafons, sent el més ràpid en arribar a la Tossa d'Alp, enmig de la neu, amb un temps d'1:07:14.
L'any 2015 protagonitza juntament amb Gerard Vila, el documental "Competint contra ningú" un film que es fixa en la visió de l'esquí de muntanya des de l'optica d'aquests dos esquiadors de muntanya gironins, sobre la competició i la seva extrapolació a la muntanya. El documental, realitzat per Filmut, presentat al 19è Cicle d'Audiovisuals de Muntanya i Aventura del GEiEG, analitza la visió d'aquests dos esquiadors. De l'Himàlaia als Pirineus, passant per les curses més importants, la pel·lícula repassa com es viu i com s'aplica la competició a la muntanya a nivell personal.
L'any 2016 va quedar primer classificat i guanyador absolut a 1a prova de la 'Piolets Park &Spa' proba de la Copa d'Andorra d’esquí de muntanya, organitzada pel Club Pirinenc Andorrà, la XX Cronoescalada nocturna del Pas de la Casa, una prova que també era puntuable per a la Copa Catalana de Cronoescalada de la Federació d'Entitats Excursionistes de Catalunya (FEEC). El 2017, amb l'Ski Club Camprodon, Nil Cardona es proclamà campió de Catalunya en categoria masculina absoluta, amb un temps de 33 minuts i 32 segons, en la cursa celebrada en el marc de la dotzena edició de la 'CronoNiu', organitzada per La Molina Club d’Esports. Amb aquesta victòria Cardona es proclama campió de Catalunya de Curses Verticals. Aquest mateix any fou el primer classificat a 'La Casamanya Extrem', disputada a Ordino.
L'any 2021 va guanyar la prova reina de 15 quilòmetres i 1.600 metres de desnivell positiu, celebrada a Panticosa, en el marc de la Copa d'Espanya d'esquí de muntanya que organitza el Club de Muntanya Pirineus entre Formigal i Panticosa, una carrera individual que Cardona acabà amb un temps d'1:53:57.82.